# NGC 5739
NGC 5739 est une vaste galaxie lenticulaire située dans la constellation du Bouvier. Sa vitesse par rapport au fond diffus cosmologique est de 5 556 ± 16 km/s, ce qui correspond à une distance de Hubble de 81,9 ± 5,7 Mpc (∼267 millions d'al). NGC 5739 a été découverte par l'astronome germano-britannique William Herschel en 1787. Cette galaxie a aussi été observée par l'astronome américain Lewis Swift le 1er septembre 1888 et elle a été inscrite à l'Index Catalogue sous la cote IC 1028.  

## Groupe de NGC 5739
NGC 5739 est la galaxie la plus brillante d'un groupe de galaxies qui porte son nom. Le groupe de NGC 5739 compte au moins sept membres. Les six autres galaxies du groupe sont NGC 5598, NGC 5603, NGC 5696, NGC 5784, NGC 5787 et NGC 5860.
À ces six galaxies, il faut ajouter la galaxie PGC 51372, car elle forme un couple de galaxies avec NGC 5603.